# Diplôme d'études en langue française

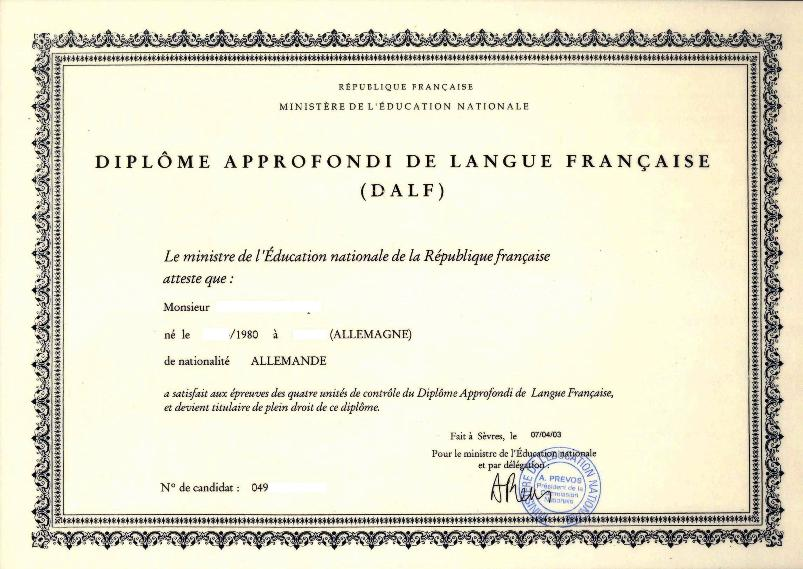
Diplom o studiu francouzského jazyka

Diplôme d'études en langue française (česky: Diplom o studiu francouzského jazyka), zkratka DELF, je certifikace o schopnosti používání francouzského jazyka pro lidi s jiným rodným jazykem než francouzštinou. Uděluje ho francouzské Centre international d'études pédagogiques (CIEP; "Mezinárodní centrum pedagogických studií") a francouzské Ministerstvo školství. DELF je složen ze čtyř nezávislých diplomů odpovídajících prvním čtyřem stupňům Společného evropského referenčního rámce.